# Rue Aimé-Boussange
La rue Aimé-Boussange est une voie du quartier de La Croix-Rousse dans le 4e arrondissement de Lyon, en France. Elle rend hommage à Aimé Boussange, un préparateur en pharmacie (1898-1943) fusillé le 24 novembre 1943 à l'ancienne école de santé militaire par la Gestapo.

## Situation
La rue, d'orientation sud-ouest nord-est, démarre de biais vers le nord-est depuis le boulevard de la Croix-Rousse qui s'achève à peine plus à l'est vers l'esplanade du Gros Caillou. Elle s'achève au croisement des rues d'Austerlitz et de Belfort, croisement qui constitue le tenant sud de cette dernière. Elle ne croise aucune autre voie hormis le chemin du Gymnase, constituée d'une part de voie privée, reliant la place de la Croix-Rousse.

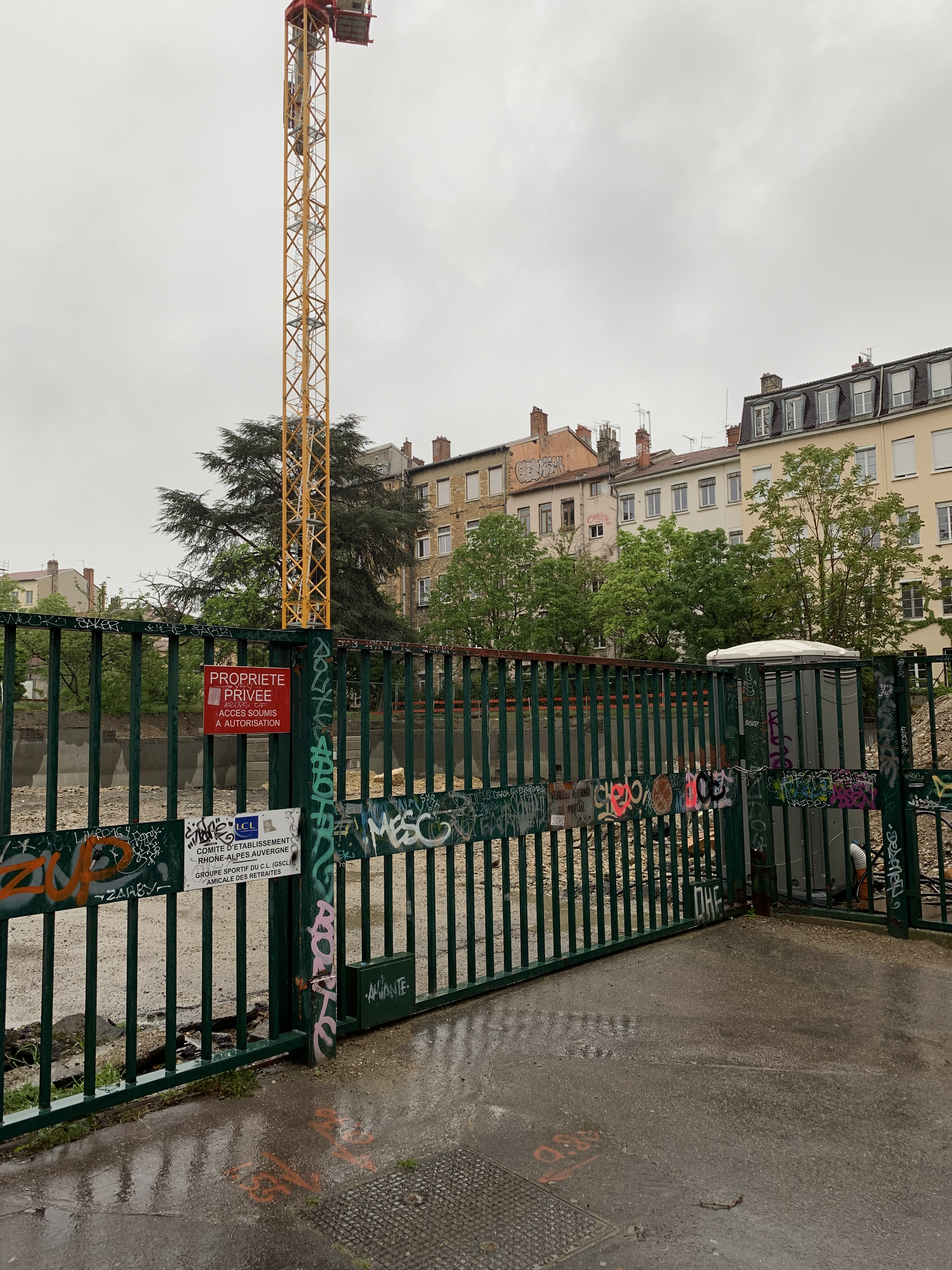
Un chantier d'immeuble d'habitations en construction en mai 2019, sur le côté nord, en mai 2019.
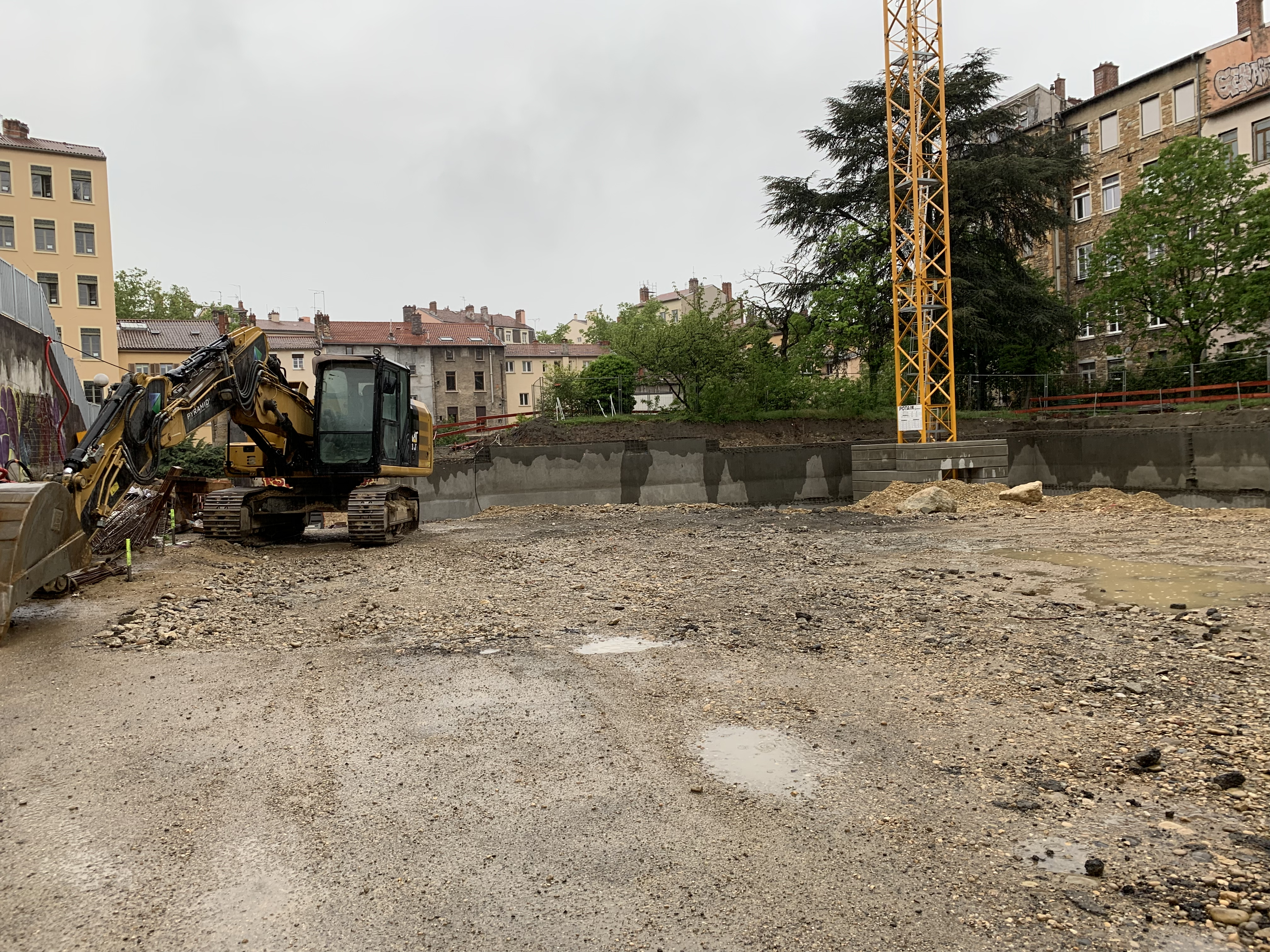
Le même chantier que l'illustration précédente.

## Accessibilité
La rue est desservie par la station Croix-Rousse de la ligne C du métro de Lyon, en correspondance les lignes de bus         .

## Odonymie
La rue porte le nom d'Aimé Boussange, préparateur en pharmacie (1898-1943) fusillé le 24 novembre 1943 à l'ancienne école de santé militaire par la Gestapo, bâtiment qui abritait entre 1943 et 1944 le siège de celle-ci, aujourd'hui Centre d'histoire de la résistance et de la déportation à Lyon.

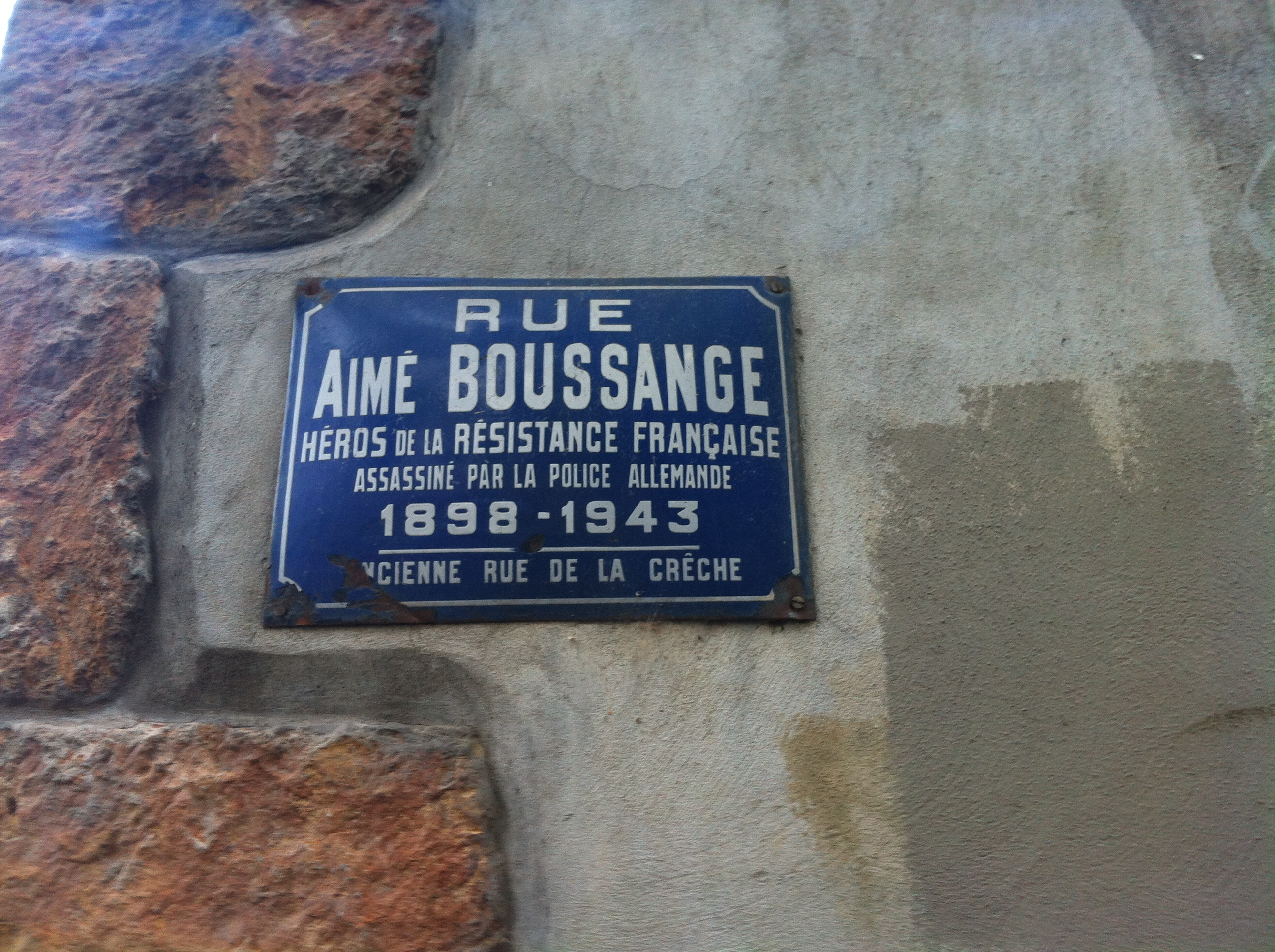
Plaque de rue en juin 2012.
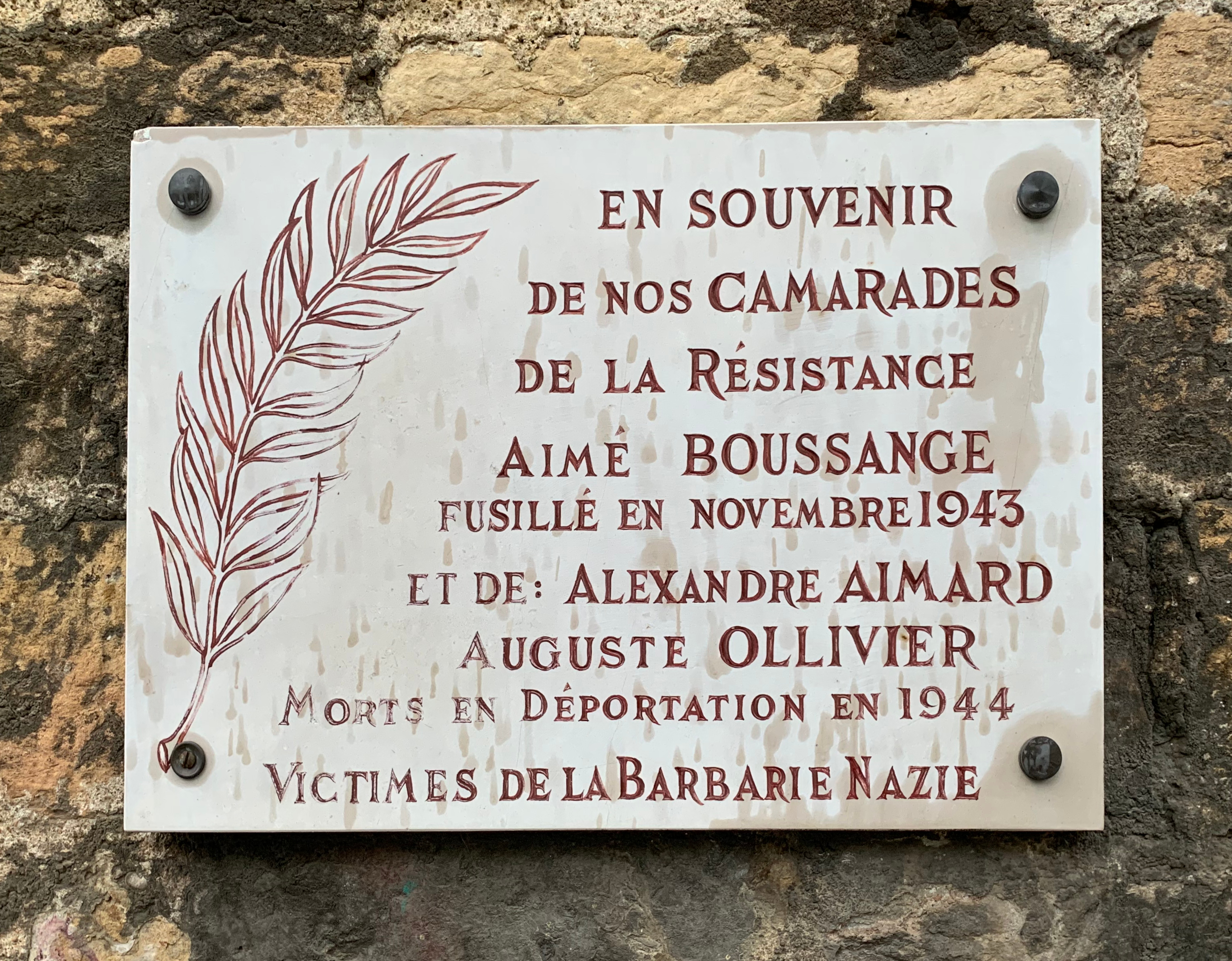
Plaque commémorative en l'honneur d'Aimé Boussange, Alexandre Aimard et Auguste Ollivier, victimes de la « barbarie nazie », ici en mai 2019.

## Histoire
La réalisation de l'actuel boulevard de la Croix-Rousse en 1867 à l'emplacement des fortifications ponctuées de lunettes fortifiées s'accompagne de la réalisation de places triangulaires à l'emplacement de ces dernières. Ainsi voient le jour la place des Tapis et la place Tabareau. Plus à l'est, à l'emplacement de la dernière lunette nommée « bastion d'Orléans » et avant le fort Saint-Laurent est créée la rue de la Crèche, actuelle rue Aimé-Boussange, sur le côté orienté sud-ouest / nord-est de l'ouvrage qui pointe vers le nord. Ce bastion dont la superficie atteignait 9 000 mètres carrés est alors réservé par la ville pour la construction d'un salle d'asile, autre nom pour une crèche d'enfants de moins de six ans, crèche dont elle tirera son nom, dite crèche Saint-Bernard. La voie porte ce nom de « rue de la Crèche » jusqu'à la délibération du conseil municipal du 2 mars 1946 qui lui attribue sa dénomination actuelle.

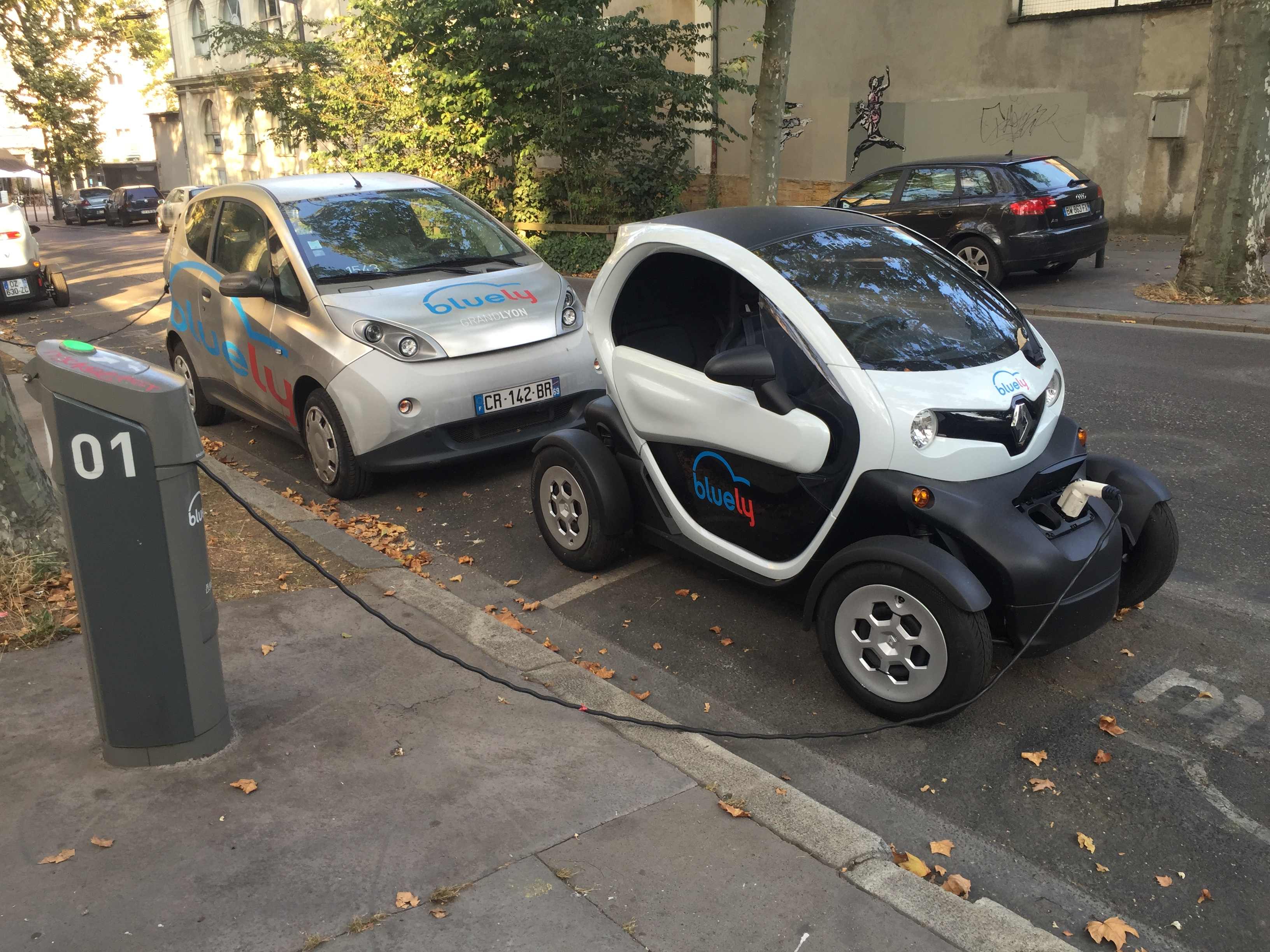
Une station de l'ancienne société de location de véhicules électriques Bluely, ici en août 2016.

## Description
Son flanc sud-est abrite l'école maternelle du Gros-Caillou, dont l'adresse est au 169, boulevard de la Croix-Rousse.

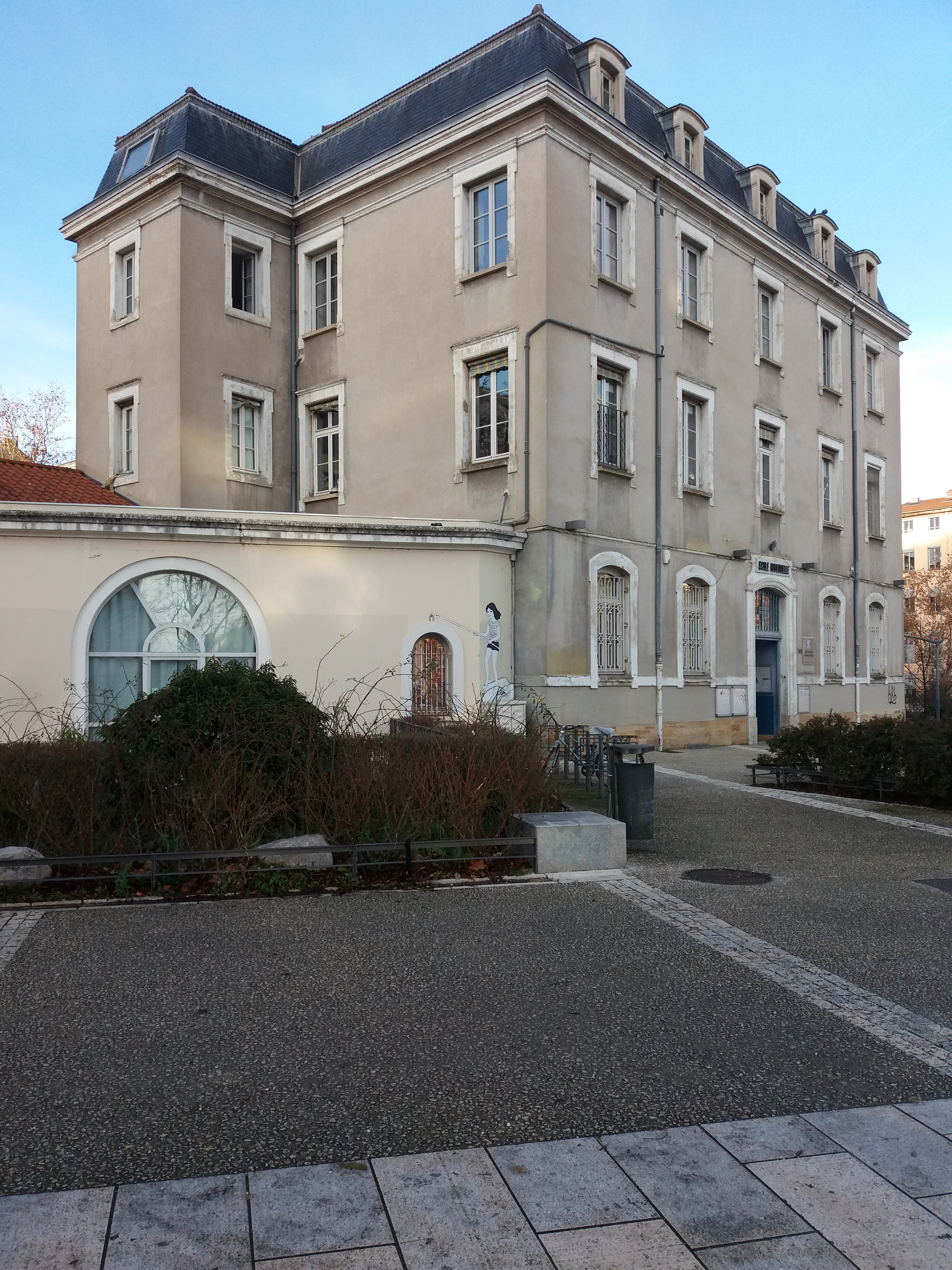
Côté sud de l'école du Gros-Caillou donnant sur le boulevard de la Croix-Rousse, en décembre 2020.